# Gheorghe Manu
Gheorghe Manu (Bucarest, 26 luglio 1833 – Bucarest, 16 maggio 1911) è stato un generale e politico rumeno, primo ministro della Romania dal 5 novembre 1889 al 15 febbraio 1891.

## Biografia
Dopo aver terminato gli studi in Romania, si iscrive all'Accademia militare in Prussia e nel 1853, con il permesso del governo rumeno aderisce all'esercito prussiano col grado di sottotenente.
Nel 1858 torna in Romania dove viene incaricato di riorganizzare l'artiglieria dell'esercito rumeno. Nel 1869 fa il suo ingresso in politica come Ministro della Guerra del governo di Dimitrie Ghica e Manolache Costache Epureanu.
Nel 1874 diventa sindaco di Bucarest, carica che ricopre fino al 1877
Dopo aver combattuto nella guerra di indipendenza romena torna al governo durante i gabinetti guidati da Theodor Rosetti e Lascăr Catargiu. Nel 1889 viene nominato primo ministro, carica che ricopre per pochi mesi fino al febbraio dall'anno dopo.